# Dečhen
Dečhen (čínsky v českém přepisu Ti-čching, pchin-jinem Díqìng, znaky zjednodušené 迪庆, tibetsky: བདེ་ཆེན, Wylie: bde-chen), plným názvem Tibetský autonomní kraj Dečhen (čínsky v českém přepisu Ti-čching i-cu c’-č’-čou, pchin-jinem Díqìng Zàngzú Zìzhìzhōu, znaky zjednodušené 迪庆彝族自治州, tibetsky: བདེ་ཆེན་བོད་རིགས་རང་སྐྱོང་ཁུལ་, Wylie: bde-chen bod-rigs rang-skyong khul), je autonomní kraj v provincii Jün-nan v jihozápadní Číně. Má rozlohu 23 192 km² a žije v něm téměř čtyřista tisíc obyvatel.

## Geografie

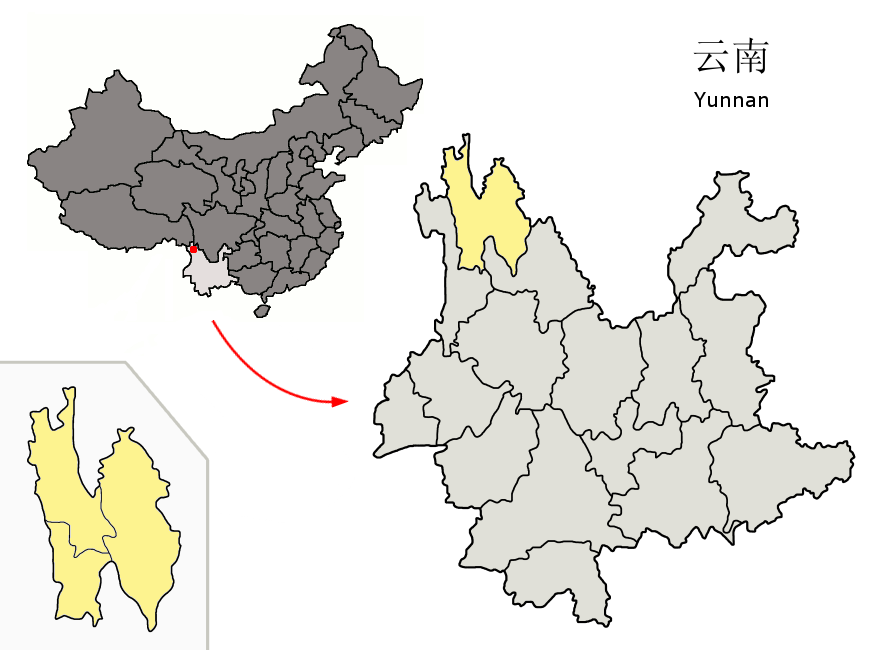
Dečhen (žlutě) na mapě provincie Jün-nan

Tibetský autonomní kraj Dečhen se nachází v severozápadní části provincie Jün-nan v jihozápadní Číně. Na severozápadě hraničí s autonomní oblastí Tibet, na severovýchodě s provincií S’-čchuan, na jihovýchodě s městskou prefekturou Li-ťiang a na jihozápadě s autonomním krajem Nu-ťiang.

## Demografie
Podle sčítání lidu roku 2020 žilo v kraji 387 511 obyvatel na rozloze 23 192 km². O deset let dříve bylo napočteno 400 182 obyvatel, roku 2000 353 518 obyvatel. Roku 2000 bylo 33,1 % obyvatel Tibeťanů, z dalších národností zde žili především  Lisuové (27,8 %), Chanové (16,4 %) a Nasiové (12,8 %), zbytek (9,9 % obyvatelstva) tvořili příslušníci jiných národností.

## Administrativní členění
Autonomní kraj Dečhen se člení na tři celky okresní úrovně, a sice po jednom městském okresu, okresu a autonomním okresu.
| městský okres · Šangri-la okres · Dečhen autonomní okres · Wej-si |                  |                       |                    |                                  |
| Název                                                             | Název            | Počet obyvatel (2020) | Rozloha km² (2020) | Hustota zalidnění (obyv. na km²) |
| český přepis                                                      | znaky            | Počet obyvatel (2020) | Rozloha km² (2020) | Hustota zalidnění (obyv. na km²) |
| Městský okres                                                     |                  |                       |                    |                                  |
| Šangri-la                                                         | 香格里拉市       | 186 412               | 11 425             | 16                               |
| Okres                                                             |                  |                       |                    |                                  |
| Dečhen                                                            | 德钦县           | 54 736                | 7 293              | 8                                |
| Autonomní okres                                                   |                  |                       |                    |                                  |
| Wej-si (lisuoský)                                                 | 维西傈僳族自治县 | 146 363               | 4 473              | 33                               |
|                                                                   |                  |                       |                    |                                  |
| Celkem                                                            | Celkem           | 387 511               | 23 192             | 17                               |